# Johann Heinrich Schmelzer
Pour les articles homonymes, voir Schmelzer.
Johann Heinrich Schmelzer (né vers 1623 et mort en 1680 à Prague) est un violoniste, compositeur et maître de chapelle autrichien de la période baroque.

## Biographie
On est réduit aux conjectures quant à sa formation initiale ; ce qui est certain c'est qu'il fut membre de la Chapelle royale (Hofkapelle) de Vienne à compter de 1649. Il dirigea la musique instrumentale de l'empereur à partir de 1658 et en 1671, il devint vice-maître de chapelle de Léopold Ier. Celui-ci l'anoblit en 1673 et le nomma en 1679 maître de chapelle au décès de son prédécesseur. En 1680, toute la Cour quitta Vienne ou sévissait une épidémie de peste, pour s'établir à Prague. C'est là que Schmelzer mourut. Son influence fut considérable sur le développement de la sonate et de la suite. Sans les travaux de Schmelzer, les chefs-d'œuvre composés plus tard par son élève Heinrich Ignaz Franz Biber ou encore par Johann Jakob Walther n'auraient sans doute pas vu le jour.

## Œuvre
Environ 150 suites de ballets, œuvres vocales, musique d'église et 3 musiques funèbres, dont :
- Duodena selactarum sonatarum, 1659
- Balletto 2do pour Il pomo d’oro de Antonio Cesti, 1668 (CZ-KRa A 755)
- Balletti a 4, 1670 (CZ-KRa A 897)
- Balletti francesi, 1669 (CZ-KRa A 906)
- Balletto di centauri, ninfe et salvatici, 1674 (CZ-KRA A 764)
- Balletto di matti, 1670 (CZ-KRa A 762)
- Balletto di pastori et ninfe a 5, 1673 (CZ-KRa A 752)
- Balletto di Zefferi,  1675 (CZ-KRa A 748)
- Balletto genandt das Narrenspitall, 1667 (A-Wn Mus. Hs. 16583)
- Balletto primo: di spoglia di pagagi, 1678 (CZ-KRa A 920)
- Balletto quarto: di 7 pianeti, 1678 (CZ-KRa A 920)
- Ciaccona a 3 Chori (CZ-KRa A 870)
- La bella pastora (D-W Cod.Guelf. 34.7 Aug 2°, no. 41)
- Lamento sopra la morte Ferdinandi III, 1657 (F-Pn Rés. Vm7 673, no. 116)
- Polnische Sackpfeifen, 1660–70 (F-Pn Rés. Vm7 673, no. 10)
- Sacroprofanum Concentus, 1662
- Sonatae unarum fidium seu a violino solo, 1664
- Arie per il balletto à cavallo, 1667
- Die musiklische Fechtschul, 1668
- Serenata con altre ariae a 5, 1669 (CZ-KRa A 905)
- Sonata a 2, 1673 (CZ-KRa A 506a)
- Sonata a 2 (D-W Cod.Guelf. 34.7 Aug 2°, no. 25)
- Sonata a 2 (GB-Lbl Add. 31423)
- Sonata a 2 violini verstimbt, 1673 (CZ-KRa A 639)
- Sonata a 3 (CZ-KRa A 589a)
- Sonata a 3 (CZ-KRa A 610)
- Sonata a 3 (CZ-KRa A 632)
- Sonata a 3, La Pastorale (S-Uu Instr. mus. i hs. 8:12)
- Sonata a 3, Lanterly (S-Uu Instr. mus. i hs. 8:9)
- Sonata a 4 detta la Carolietta, 1669 (CZ-KRa A 634)
- Sonata a 5 (CZ-KRA A 552)
- Sonata a 5 per camera. Al giorno delle Correggie, 1678 (CZ-KRa A 496)
- Sonata a 6 duobus Choris, Battaglia, 1680 (CZ-KRa A 586)
- Sonata a 7 flauti, (S-Uu Instr. mus. i hs. 58:8b)
- Sonata a 8 per chiesa e per camera, 1679 (CZ-KRa A 551)
- Sonata a 11 per chiesa et camera, 1675 (CZ-KRa A 550)
- Sonata ad tabulam a 4, 1670 (CZ-KRa A 869)
- Sonata amabilis a 4, 1665 (CZ-KRa A 534)
- Sonata con arie zu der Keyserlichen Serenada, 1672 (CZ-KRa A 465)
- Sonata con tribus violinis, 1677 (CZ-KRa A 528a)
- Sonata Cucù, 1669 (CZ-KRa A 572a)
- Sonata Natalis, 1680 (CZ-KRa A 583)
- Sonata Natalitia, 1675 (CZ-KRa A 553)